# Walter Merhottein
Walter Merhottein (Antwerpen, 16 juli 1934 - Merksem, 23 april 2005) was een Vlaams poppenkastspeler en theatermaker. Hij was de broer van Robert Merhottein (Merho) en de
oorspronkelijke geestelijke vader van Kiekeboe.
Merhottein kreeg de toneelmicrobe mee van zijn vader, die in het amateurtheater stond. Na zijn studies voor onderwijzer ging hij aan de slag in een school in Merksem. In zijn vrije tijd reisde hij het Vlaamse land rond met zijn poppenkasttheater. Dit heette aanvankelijk Knik en Knok, maar werd in 1958 omgevormd tot het Poppentheater Kiekeboe. Zijn jongere broer Merho zou vanaf 1976 de twee personages Kiekeboe en Balthazar in zijn stripreeks overnemen.
In 1980 nam hij Pats' Poppenspel over van Karel Weyler, waardoor de avonturen van Kiekeboe voortaan werden ingeleid door Pats.
In 1974 werd hij de directeur van het Merksems Kamertheater. Na de gemeentefusie waardoor Merksem een district wordt van Antwerpen, werd dit in 1987 omgevormd tot het Stadspoppentheater. Merhottein werd toen directeur van het Koninklijk Jeugdtheater Antwerpen. In 1997 ging hij met pensioen, maar hij bleef kritisch voor schepen van Cultuur Eric Antonis.
Vermoeid en ziek kondigde hij in 2002 aan te stoppen met poppenkast.
Op 24 juni 2004 werd hij nog speciaal gehuldigd door het Antwerpse stadsbestuur.

## Cameo
Merho gaf zijn broer een cameo in het De Kiekeboes-album De pili-pili pillen. Wanneer Fanny Kiekeboe en haar vriendje langs de snelweg rijden staat Walter Merhottein met zijn bestelwagen "Poppenspel Kiekeboe" aan de kant van de weg.  

## Publicatie
- Het zat in de pijplijn. Een terugblik op het Merksems Kamertheater & het Stadspoppentheater van 1974 tot 2004, Stichting Kiekeboe, 2004